# TV Primavera (Primavera do Leste)
TV Primavera é uma emissora de televisão brasileira sediada em Primavera do Leste, cidade do estado de Mato Grosso. Opera nos canais 5 VHF analógico e 38 UHF digital, e é afiliada à Record. Pertence ao Grupo Agora MT de Comunicação.

## Programação local
- Cidade Agora
- Cidade Alerta
- Você é Show
- Momento do Campo
- Guia da Economia
- Programa Circuito